# Oxen
Oxen er en dansk tv-serie, som havde premiere på TV 2 i 2023. Mai Brostrøm og Peter Thorsboe har skrevet manuskriptet.

## Synopsis
Krigsveteran og tidligere jægersoldat Niels Oxen, Danmarks mest dekorerede soldat nogensinde, er sendt hjem med krigstraumer. Han forsøger han at skabe mening i livet og få hverdagen til at hænge sammen.

## Medvirkende
- Jacob Lohmann - Niels Oxen
- Ellen Hillingsø -	Frigg Mossman
- Josephine Park - Margrethe Franck
- Birgitte Hjort Sørensen - Kajsa Corfitzen
- Claus Riis Østergaard - Poul Arvidsen
- Henrik Birch - Hans Otto Corfitzen
- Mikael Birkkjær - Johnny Gregersen
- Thue Ersted Rasmussen - Martin Rytter
- Alfred Røssel Læsø - Magnus